# Berézove (Sarny)
Berézove (ucraniano: Бере́зове; polaco: Berezów) es un municipio rural y pueblo de Ucrania, perteneciente al raión de Sarny en la óblast de Rivne.
En 2020, el municipio tenía una población de 11 945 habitantes, de los cuales cuatro mil quinientos vivían en la capital municipal homónima y el resto repartidos en nueve pedanías. El municipio se fundó en 2020 mediante la fusión de los hasta entonces consejos rurales de Berézove, Kamyané y Hlynne. Además de estos tres pueblos, el municipio incluye otros siete: Budký-Kamyanski, Hrabun, Dubno, Zábolotia, Óbsich, Poznan y Jmil.
Se conoce la existencia del pueblo en documentos desde 1780. En el Imperio ruso fue un pueblo habitado mayoritariamente por ucranianos, perteneciente a la gobernación de Minsk. En la Segunda República Polaca se asentaron aquí polacos procedentes de Stolin que habían huido de la Revolución rusa, y que crearon aquí un centro cultural con escuelas polacas; los polacos abandonaron el pueblo durante la Segunda Guerra Mundial. Durante el período soviético vivió aquí también una minoría importante de bielorrusos. Hasta la fundación del actual municipio en 2020, Berézove era sede de un consejo rural en el raión de Rokytne, que únicamente incluía como pedanías a Hrabun y Zábolotia.
El pueblo se ubica unos 50 km al noreste de Sarny, junto a la frontera con Bielorrusia.